# Laurent Quaglio
Laurent Quaglio né le 22 mai 1946 à Paris et décédé le 16 septembre 2010 est un ingénieur du son, designer sonore et monteur français.

## Biographie
Laurent Quaglio a notamment travaillé à plusieurs reprises avec Roman Polanski, Jean-Jacques Annaud, Philippe de Broca, Jacques Doillon, Philippe Lioret, Luc Jacquet ou encore le duo Éric Toledano-Olivier Nakache. Nommé à cinq reprises pour le César du meilleur son, il a en a reçu un en 1997 pour Microcosmos et un 2006 pour son travail sur La Marche de l'empereur. Lorsqu'il a reçu son César, il a, dans on discours, souligné la difficulté de certains collègues à obtenir leur statut d'intermittent du spectacle.
Il est décédé le 16 septembre 2010.

## Filmographie

### Son
- 1970 : Vitesse oblige (court métrage documentaire) (son)
- 1970 : La Voiture électronique (court métrage documentaire) (son)
- 1971 : On ne se dit pas tout entre époux (court métrage) (son)
- 1974 : Les Guichets du Louvre de Michel Mitrani (designer sonore)
- 1975 : Histoire d'O de Just Jaeckin (son)
- 1981 : Les Filles de Grenoble de Joël Le Moign' (son)
- 1982 : Nestor Burma, détective de choc de Jean-Luc Miesch (son)
- 1982 : Interdit aux moins de 13 ans de Jean-Louis Bertuccelli (son)
- 1986 : Jean de Florette de Claude Berri (son)
- 1986 : Manon des sources de Claude Berri (son)
- 1986 : Pirates de Roman Polanski (son et montage son - non crédité)
- 1987 : Man on Fire d'Élie Chouraqui (montage son)
- 1988 : Frantic de Roman Polanski (supervision du montage son)
- 1988 : L'Ours de Jean-Jacques Annaud (designer sonore)
- 1989 : La Soule de Michel Sibra (son)
- 1989 : L'Ami retrouvé de Jerry Schatzberg (son et supervision du montage son)
- 1990 : Les Mille et Une Nuits de Philippe de Broca (supervision du montage son)
- 1991 : Veraz (designer sonore)
- 1991 : Lunes de fiel de Roman Polanski (montage son)
- 1992 : L'Amant de Jean-Jacques Annaud (son et supervision du montage son)
- 1994 : Tombés du ciel  de Philippe Lioret (montage son)
- 1994 : Mina Tannenbaum de Martine Dugowson (son)
- 1994 : La Jeune Fille et la Mort de Roman Polanski (montage son)
- 1995 : Rimbaud Verlaine de Agnieszka Holland (son)
- 1995 : Jefferson à Paris de James Ivory (designer sonore)
- 1996 : Microcosmos : Le Peuple de l'herbe (designer sonore)
- 1997 : Un amour de sorcière de René Manzor (son)
- 1997 : La Femme de chambre du Titanic (son)
- 1997 : Le Bossu de Philippe de Broca (supervision des effets sonores)
- 1998 : Serial Lover de James Huth (designer son)
- 1999 : La Neuvième Porte de Roman Polanski (montage son)
- 2000 : Vatel de Roland Joffé (son)
- 2000 : Amazone de Philippe de Broca (mixage son)
- 2000 : Le Prince du Pacifique de Alain Corneau (son)
- 2001 : Les Âmes fortes de Raoul Ruiz (son et montage son)
- 2001 : Le Peuple migrateur (supervision du montage son)
- 2002 : Femme fatale de Brian De Palma(montage son et supervision du montage son)
- 2003 : Dead End de Jean-Baptiste Andrea (designer sonore)
- 2003 : Les Triplettes de Belleville de Sylvain Chomet (son)
- 2004 : Immortel, ad vitam de Enki Bilal (designer sonore)
- 2004 : Genesis de Claude Nuridsany et Marie Pérennou (designer sonore et supervision du montage son)
- 2005 : La Marche de l'empereur de Luc Jacquet (designer sonore)
- 2005 : Je préfère qu'on reste amis... de Olivier Nakache et Éric Toledano (supervision du montage son)
- 2005 : Brice de Nice de James Huth (designer sonore)
- 2006 : A Journey That Wasn't (court métrage) (assistant designer sonore)
- 2006 : Serko  de Joël Farges (supervision du montage son)
- 2006 : Nos jours heureux de Olivier Nakache et Éric Toledano (montage son)
- 2006 : Je vais bien, ne t'en fais pas de Philippe Lioret (montage son)
- 2007 : Truands de Frédéric Schoendoerffer (montage son)
- 2007 : Le Renard et l'Enfant de Luc Jacquet (supervision du montage son)
- 2007 : Le Deuxième Souffle de Alain Corneau (son)
- 2007 : Sa Majesté Minor de Jean-Jacques Annaud (designer sonore)
- 2009 : Welcome de Philippe Lioret (supervision du montage son)

### Montage
- 1969 : Paris interdit de Jean-Louis van Belle
- 1970 : Paris top secret de Pierre Roustang
- 1970 : Vitesse oblige (court métrage documentaire)
- 1971 : Le Revolver et la Rose de Jean Desvilles
- 1973 : L'Insolent de Jean-Claude Roy
- 1979 : La Drôlesse de Jacques Doillon
- 1980 : T'inquiète pas, ça se soigne de Eddy Matalon
- 1984 : Une rébellion à Romans de Philippe Venault
- 1991 : Cherokee de Pascal Ortega
- 1994 : Tombés du ciel de Philippe Lioret

### Composition musicale
- 1988 : L'Ours (musique additionnelle)
- 1992 : John (court métrage)
- 1994 : Dadou (court métrage)

## Distinctions

### Récompenses
- Golden Reel Awards 2004 : meilleur montage son dans un long métrage d'animation pour Les Triplettes de Belleville
- Césars 1997 : César du meilleur son pour "Microcosmos"
- Césars 2006 : meilleur son pour La Marche de l'empereur

### Nominations
- Césars 1987 : meilleur son pour Jean de Florette
- Césars 1988 : meilleur son pour L'Ours
- Césars 1997 : meilleur son pour Microcosmos : Le Peuple de l'herbe
- Golden Reel Awards 2001 : meilleur montage son dans un long métrage étranger pour La Neuvième Porte
- Césars 2010 : meilleur son pour Welcome